# Élections présidentielles sous la Cinquième République dans la Haute-Loire
 (juin 2024).
Depuis l'adoption de la Constitution de la Cinquième République française en 1958, dix élections présidentielles ont eu lieu afin d'élire le président de la République. Cette page présente les résultats de ces élections dans la Haute-Loire.

## Synthèse des résultats du second tour
Jusqu'en 2002 la Haute-Loire vote traditionnellement plus à droite que la France. C'est en particulier le cas en 1981 et 1988 où le département a placé en tête respectivement Valéry Giscard d'Estaing (56,03 %)et Jacques Chirac (51,24 %). À partir de 2002, le département vote dans la tendance nationale. En 2017, Emmanuel Macron obtient 3 points de moins qu'au niveau national.
| année | Répartition des exprimés | Répartition des exprimés | Participation (% des inscrits) | Blancs ou nuls (% des votants) |

| 2017 | Emmanuel Macron (63,35 %) (France : 66,10 %) | Marine Le Pen (36,65 %) (France : 33,90 %) | 78,75 % (France : 77,77 %) | 2,66 % (France : 2,47 %) |

| 2012 | François Hollande (51,38 %) (France : 51,64 %) | Nicolas Sarkozy (48,62 %) (France : 48,36 %) | 84,54 % (France : 80,35 %) | 2,54 % (France : 5,82 %) |

| 2007 | Nicolas Sarkozy (54,22 %) (France : 53,06 %) | Ségolène Royal (45,78 %) (France : 46,94 %) | 87,09 % (France : 83,97 %) | 1,74 % (France : 4,20 %) |

| 2002 | Jacques Chirac (81,81 %) (France : 82,21 %) | J.-M. Le Pen (18,19 %) (France : 17,79 %) | 76,03 % (France : 79,71 %) | 4,74 % (France : 3,38 %) |

| 1995 | Jacques Chirac (57,75 %) (France : 52,64 %) | Lionel Jospin (42,25 %) (France : 47,36 %) | 81,46 % (France : 78,38 %) | 3,44 % (France : 2,81 %) |

| 1988 | François Mitterrand (48,76 %) (France : 54,02 %) | Jacques Chirac (51,24 %) (France : 45,98 % %) | 82,42 % (France : 81,35 %) | 2,34 % (France : 2,00 %) |

| 1981 | François Mitterrand (43,97 %) (France : 51,76 %) | Valéry Giscard d'Estaing (56,03 %) (France : 48,24 %) | 81,13 % (France : 81,09 %) | 1,57 % (France : 1,62 %) |

| 1974 | Valéry Giscard d'Estaing (59,7 %) (France : 50,81 %) | François Mitterrand (40,3 %) (France : 49,19 %) | 82,64 % (France : 84,23 %) | 0,83 % (France : 0,92 %) |

| 1969 | Georges Pompidou (63,08 %) (France : 58,21 %) | Alain Poher (36,92 %) (France : 41,79 %) | 75,14 % (France : 77,59 %) | 1,32 % (France : 1,29 %) |

| 1965 | Charles de Gaulle (60,44 %) (France : 55,20 %) | François Mitterrand (39,56 %) (France : 44,80 %) | 82,1 % (France : 84,75 %) | 0,96 % (France : 1,01 %) |

|  | ▲ |

## Résultats détaillés par scrutin

### 2022
| Candidats                | Candidats                | Partis                   | Premier tour | Premier tour | Second tour | Second tour |
| Candidats                | Candidats                | Partis                   | Voix         | %            | Voix        | %           |
| ------------------------ | ------------------------ | ------------------------ | ------------ | ------------ | ----------- | ----------- |
|                          | Marine Le Pen            | RN                       | 38 629       | 27,66        | 61 980      | 49,84       |
|                          | Emmanuel Macron          | LREM                     | 32 417       | 23,21        | 62 372      | 50,16       |
|                          | Jean-Luc Mélenchon       | LFI                      | 24 332       | 17,42        |             |             |
|                          | Valérie Pécresse         | LR                       | 9 560        | 6,85         |             |             |
|                          | Éric Zemmour             | REC                      | 9 529        | 6,82         |             |             |
|                          | Jean Lassalle            | RES                      | 7 817        | 5,60         |             |             |
|                          | Yannick Jadot            | EELV                     | 5 796        | 4,15         |             |             |
|                          | Fabien Roussel           | PCF                      | 3 493        | 2,50         |             |             |
|                          | Nicolas Dupont-Aignan    | DLF                      | 3 366        | 2,41         |             |             |
|                          | Anne Hidalgo             | PS                       | 2 491        | 1,78         |             |             |
|                          | Philippe Poutou          | NPA                      | 1 205        | 0,86         |             |             |
|                          | Nathalie Arthaud         | LO                       | 1 020        | 0,73         |             |             |
|                          |                          |                          |              |              |             |             |
| Votes valides            | Votes valides            | Votes valides            | 139 655      | 97,18        | 124 352     | 89,09       |
| Votes blancs             | Votes blancs             | Votes blancs             | 2 837        | 1,97         | 10 937      | 7,84        |
| Votes nuls               | Votes nuls               | Votes nuls               | 1 214        | 0,84         | 4 288       | 3,07        |
| Total                    | Total                    | Total                    | 143 706      | 100          | 139 577     | 100         |
| Abstention               | Abstention               | Abstention               | 37 000       | 20,48        | 41 139      | 22,76       |
| Inscrits / participation | Inscrits / participation | Inscrits / participation | 180 706      | 79,52        | 180 716     | 77,24       |

### 2017
Le premier tour de l'élection présidentielle de 2017 voit s'affronter onze candidats. Emmanuel Macron arrive en tête devant Marine Le Pen et tous deux se qualifient pour le second tour. Néanmoins, avec François Fillon et Jean-Luc Mélenchon, les scores des quatre candidats ayant recueilli le plus de voix sont serrés (4,43 points entre le 1er et le 4e). Pour la première fois, aucun des candidats des deux partis politiques pourvoyeurs jusque-là des présidents de la Ve République, n'est présent au second tour. Celui-ci se tient le dimanche 7 mai et se solde par la victoire d'Emmanuel Macron, avec un total de 20 753 798 bulletins de vote en sa faveur, soit 66,10 % des suffrages exprimés, face à la candidate du Front national, qui recueille 33,90 %. Le scrutin est néanmoins marqué par une forte abstention et par un record de votes blancs ou nuls. 
Dans la Haute-Loire, Emmanuel Macron arrive en tête du premier tour avec 23,51 % des exprimés, suivi de Marine Le Pen (23,06 %), François Fillon (18,6 %), Jean-Luc Mélenchon (18,21 %) et Nicolas Dupont-Aignan (5,98 %). Au second tour, les électeurs ont voté à 63,35 % pour Emmanuel Macron contre 36,65 % pour Marine Le Pen avec un taux de participation de 78,75 % des inscrits.
|             | EM          | Emmanuel Macron       | 32 821  | 23,51 %    | 76 233  | 63,35 %    |  |  |
|             | FN          | Marine Le Pen         | 32 185  | 23,06 %    | 44 112  | 36,65 %    |  |  |
|             | LR          | François Fillon       | 25 956  | 18,6 %     |         |            |  |  |
|             | LFi         | Jean-Luc Mélenchon    | 25 419  | 18,21 %    |         |            |  |  |
|             | DlF         | Nicolas Dupont-Aignan | 8 346   | 5,98 %     |         |            |  |  |
|             | PS          | Benoît Hamon          | 7 435   | 5,33 %     |         |            |  |  |
|             | RES         | Jean Lassalle         | 3 112   | 2,23 %     |         |            |  |  |
|             | NPA         | Philippe Poutou       | 1 928   | 1,38 %     |         |            |  |  |
|             | UPR         | François Asselineau   | 1 050   | 0,75 %     |         |            |  |  |
|             | LO          | Nathalie Arthaud      | 1 043   | 0,75 %     |         |            |  |  |
|             | SeP         | Jacques Cheminade     | 282     | 0,2 %      |         |            |  |  |
|             |             |                       |         |            |         |            |  |  |
|             |             |                       | Nombre  | % inscrits | Nombre  | % inscrits |  |  |
| Inscrits    | Inscrits    | Inscrits              | 177 158 |            | 177 116 |            |  |  |
| Abstentions | Abstentions | Abstentions           | 32 875  | 18,56 %    | 37 641  | 21,25 %    |  |  |
| Votants     | Votants     | Votants               | 144 283 | 81,44 %    | 139 475 | 78,75 %    |  |  |
|             |             |                       |         |            |         |            |  |  |
|             |             |                       |         | % votants  |         | % votants  |  |  |
| Blancs      | Blancs      | Blancs                | 3 341   | 1,89 %     | 14 104  | 7,96 %     |  |  |
| Nuls        | Nuls        | Nuls                  | 1 365   | 0,77 %     | 5 026   | 2,84 %     |  |  |
| Exprimés    | Exprimés    | Exprimés              | 139 577 | 78,79 %    | 120 345 | 67,95 %    |  |  |

### 2012
Hollande, désigné par le PS à la suite d'une primaire ouverte, devance Sarkozy dès le premier tour de l'élection présidentielle de 2012 : c'est la première fois qu'un président sortant est ainsi devancé. Au second tour, Sarkozy est battu mais par un écart plus faible qu'attendu.
Dans la Haute-Loire, François Hollande arrive en tête du premier tour avec 26,36 % des exprimés, suivi de Nicolas Sarkozy (24,42 %), Marine Le Pen (20,4 %), Jean-Luc Mélenchon (11,17 %) et François Bayrou (11,17 %). Au second tour, les électeurs ont voté à 51,38 % pour François Hollande contre 48,62 % pour Nicolas Sarkozy avec un taux de participation de 84,4 % des inscrits.
|                | PS             | François Hollande     | 38 253  | 26,36 %    | 70 488  | 51,38 %    |  |  |
|                | UMP            | Nicolas Sarkozy       | 35 438  | 24,42 %    | 66 703  | 48,62 %    |  |  |
|                | FN             | Marine Le Pen         | 29 600  | 20,4 %     |         |            |  |  |
|                | FG             | Jean-Luc Mélenchon    | 16 214  | 11,17 %    |         |            |  |  |
|                | MoDem          | François Bayrou       | 16 212  | 11,17 %    |         |            |  |  |
|                | EELV           | Eva Joly              | 3 041   | 2,1 %      |         |            |  |  |
|                | DLF            | Nicolas Dupont-Aignan | 3 021   | 2,08 %     |         |            |  |  |
|                | NPA            | Philippe Poutou       | 1 931   | 1,33 %     |         |            |  |  |
|                | LO             | Nathalie Arthaud      | 1 067   | 0,74 %     |         |            |  |  |
|                | S&P            | Jacques Cheminade     | 322     | 0,22 %     |         |            |  |  |
|                |                |                       |         |            |         |            |  |  |
|                |                |                       | Nombre  | % inscrits | Nombre  | % inscrits |  |  |
| Inscrits       | Inscrits       | Inscrits              | 176 103 |            | 176 028 |            |  |  |
| Abstentions    | Abstentions    | Abstentions           | 27 225  | 15,46 %    | 27 456  | 15,6 %     |  |  |
| Votants        | Votants        | Votants               | 148 878 | 84,54 %    | 148 572 | 84,4 %     |  |  |
|                |                |                       |         |            |         |            |  |  |
|                |                |                       |         | % votants  |         | % votants  |  |  |
| Blancs ou nuls | Blancs ou nuls | Blancs ou nuls        | 3 779   | 2,54 %     | 11 381  | 7,66 %     |  |  |
| Exprimés       | Exprimés       | Exprimés              | 145 099 | 97,46 %    | 137 191 | 97,46 %    |  |  |

### 2007
Au premier tour de l'élection présidentielle de 2007, Sarkozy réussit à capter une partie des voix de Le Pen et arrive largement en tête. Royal est la première femme qualifiée pour le second tour d'une élection présidentielle. Elle est battue avec une avance de 6 points.
Dans la Haute-Loire, Nicolas Sarkozy arrive en tête du premier tour avec 28,8 % des exprimés, suivi de Ségolène Royal (22,58 %), François Bayrou (21,31 %), Jean-Marie Le Pen (11,7 %) et Olivier Besancenot (4,72 %). Au second tour, les électeurs ont voté à 54,22 % pour Nicolas Sarkozy contre 45,78 % pour Ségolène Royal avec un taux de participation de 86,51 % des inscrits.
|                | UMP            | Nicolas Sarkozy      | 42 710  | 28,8 %     | 77 086  | 54,22 %    |  |  |
|                | PS             | Ségolène Royal       | 33 473  | 22,58 %    | 65 085  | 45,78 %    |  |  |
|                | UDF            | François Bayrou      | 31 593  | 21,31 %    |         |            |  |  |
|                | FN             | Jean-Marie Le Pen    | 17 341  | 11,7 %     |         |            |  |  |
|                | LCR            | Olivier Besancenot   | 7 002   | 4,72 %     |         |            |  |  |
|                | MPF            | Philippe de Villiers | 3 757   | 2,53 %     |         |            |  |  |
|                | SE             | José Bové            | 2 645   | 1,78 %     |         |            |  |  |
|                | CPNT           | Frédéric Nihous      | 2 328   | 1,57 %     |         |            |  |  |
|                | Les Verts      | Dominique Voynet     | 2 236   | 1,51 %     |         |            |  |  |
|                | GPA            | Marie-George Buffet  | 2 167   | 1,46 %     |         |            |  |  |
|                | LO             | Arlette Laguiller    | 2 114   | 1,43 %     |         |            |  |  |
|                | CNRSP          | Gérard Schivardi     | 907     | 0,61 %     |         |            |  |  |
|                |                |                      |         |            |         |            |  |  |
|                |                |                      | Nombre  | % inscrits | Nombre  | % inscrits |  |  |
| Inscrits       | Inscrits       | Inscrits             | 173 258 |            | 173 262 |            |  |  |
| Abstentions    | Abstentions    | Abstentions          | 22 362  | 12,91 %    | 23 377  | 13,49 %    |  |  |
| Votants        | Votants        | Votants              | 150 896 | 87,09 %    | 149 885 | 86,51 %    |  |  |
|                |                |                      |         |            |         |            |  |  |
|                |                |                      |         | % votants  |         | % votants  |  |  |
| Blancs ou nuls | Blancs ou nuls | Blancs ou nuls       | 2 623   | 1,74 %     | 7 714   | 5,15 %     |  |  |
| Exprimés       | Exprimés       | Exprimés             | 148 273 | 98,26 %    | 142 171 | 94,85 %    |  |  |

### 2002
Après cinq années de cohabitation, un duel est attendu entre Chirac et le Premier ministre Jospin lors de l'élection présidentielle de 2002, mais, à la surprise générale, ce dernier est devancé par Le Pen au premier tour. Au second tour, Chirac bénéficie du ralliement de la gauche et reçoit un score sans précédent. Il s'agit de la première élection pour un mandat de cinq ans et non plus sept.
Dans la Haute-Loire, Jacques  Chirac arrive en tête du premier tour avec 20,44 % des exprimés, suivi de Jean-Marie  Le Pen (18,4 %), Lionel  Jospin (12,81 %), François Bayrou (8,54 %) et Arlette Laguiller (5,8 %). Au second tour, les électeurs ont voté à 81,81 % pour Jacques  Chirac contre 18,19 % pour Jean-Marie  Le Pen avec un taux de participation de 82,69 % des inscrits.
|                | RPR            | Jacques Chirac          | 24 631  | 20,44 %    | 105 116 | 81,81 %    |  |  |
|                | FN             | Jean-Marie Le Pen       | 22 171  | 18,4 %     | 23 368  | 18,19 %    |  |  |
|                | PS             | Lionel Jospin           | 15 435  | 12,81 %    |         |            |  |  |
|                | UDF            | François Bayrou         | 10 287  | 8,54 %     |         |            |  |  |
|                | LO             | Arlette Laguiller       | 6 982   | 5,8 %      |         |            |  |  |
|                | MC             | Jean-Pierre Chevènement | 6 514   | 5,41 %     |         |            |  |  |
|                | LCR            | Olivier Besancenot      | 6 259   | 5,2 %      |         |            |  |  |
|                | CPNT           | Jean Saint-Josse        | 5 876   | 4,88 %     |         |            |  |  |
|                | Les Verts      | Noël Mamère             | 5 529   | 4,59 %     |         |            |  |  |
|                | DL             | Alain Madelin           | 4 167   | 3,46 %     |         |            |  |  |
|                | MNR            | Bruno Mégret            | 3 131   | 2,6 %      |         |            |  |  |
|                | PC             | Robert Hue              | 2 903   | 2,41 %     |         |            |  |  |
|                | PRG            | Christiane Taubira      | 1 995   | 1,66 %     |         |            |  |  |
|                | Cap21          | Corinne Lepage          | 1 972   | 1,64 %     |         |            |  |  |
|                | FRS            | Christine Boutin        | 1 952   | 1,62 %     |         |            |  |  |
|                | PT             | Daniel Gluckstein       | 675     | 0,56 %     |         |            |  |  |
|                |                |                         |         |            |         |            |  |  |
|                |                |                         | Nombre  | % inscrits | Nombre  | % inscrits |  |  |
| Inscrits       | Inscrits       | Inscrits                | 166 347 |            | 166 309 |            |  |  |
| Abstentions    | Abstentions    | Abstentions             | 39 867  | 23,97 %    | 28 792  | 17,31 %    |  |  |
| Votants        | Votants        | Votants                 | 126 480 | 76,03 %    | 137 517 | 82,69 %    |  |  |
|                |                |                         |         |            |         |            |  |  |
|                |                |                         |         | % votants  |         | % votants  |  |  |
| Blancs ou nuls | Blancs ou nuls | Blancs ou nuls          | 6 001   | 4,74 %     | 9 033   | 6,57 %     |  |  |
| Exprimés       | Exprimés       | Exprimés                | 120 479 | 95,26 %    | 128 484 | 93,43 %    |  |  |

### 1995
Après une nouvelle cohabitation et alors que la droite est particulièrement divisée entre Chirac et le Premier ministre Balladur, Jospin réussit à arriver en tête au premier tour de l'élection présidentielle de 1995, malgré la très lourde défaite de la gauche aux législatives de 1993. Au second tour, il est battu par Chirac.
Dans la Haute-Loire, Jacques Chirac arrive en tête du premier tour avec 22,93 % des exprimés, suivi de Lionel Jospin (20,29 %), Édouard Balladur (19,78 %), Jean-Marie Le Pen (15,8 %) et Robert Hue (6,67 %). Au second tour, les électeurs ont voté à 57,75 % pour Jacques Chirac contre 42,25 % pour Lionel Jospin avec un taux de participation de 83,03 % des inscrits.
|                | RPR            | Jacques Chirac       | 28 843  | 22,93 %    | 71 981  | 57,75 %    |  |  |
|                | PS             | Lionel Jospin        | 25 528  | 20,29 %    | 52 655  | 42,25 %    |  |  |
|                | RPR            | Édouard Balladur     | 24 888  | 19,78 %    |         |            |  |  |
|                | FN             | Jean-Marie Le Pen    | 19 880  | 15,8 %     |         |            |  |  |
|                | PC             | Robert Hue           | 8 388   | 6,67 %     |         |            |  |  |
|                | LO             | Arlette Laguiller    | 6 867   | 5,46 %     |         |            |  |  |
|                | MPF            | Philippe de Villiers | 6 822   | 5,42 %     |         |            |  |  |
|                | Les Verts      | Dominique Voynet     | 4 184   | 3,33 %     |         |            |  |  |
|                | S&P            | Jacques Cheminade    | 410     | 0,33 %     |         |            |  |  |
|                |                |                      |         |            |         |            |  |  |
|                |                |                      | Nombre  | % inscrits | Nombre  | % inscrits |  |  |
| Inscrits       | Inscrits       | Inscrits             | 159 947 |            | 159 889 |            |  |  |
| Abstentions    | Abstentions    | Abstentions          | 29 655  | 18,54 %    | 27 131  | 16,97 %    |  |  |
| Votants        | Votants        | Votants              | 130 292 | 81,46 %    | 132 758 | 83,03 %    |  |  |
|                |                |                      |         |            |         |            |  |  |
|                |                |                      |         | % votants  |         | % votants  |  |  |
| Blancs ou nuls | Blancs ou nuls | Blancs ou nuls       | 4 482   | 3,44 %     | 8 122   | 6,12 %     |  |  |
| Exprimés       | Exprimés       | Exprimés             | 125 810 | 96,56 %    | 124 636 | 93,88 %    |  |  |

### 1988
Après deux ans de cohabitation, Mitterrand affronte le Premier ministre Chirac lors de l'élection présidentielle de 1988. Le Pen obtient au premier tour un score jusque-là sans précédent pour un parti d'extrême droite. Au second tour, Mitterrand est facilement réélu.
Dans la Haute-Loire, François Mitterrand arrive en tête du premier tour avec 29,98 % des exprimés, suivi de Raymond Barre (21,43 %), Jacques Chirac (21 %), Jean-Marie Le Pen (14,08 %) et André Lajoinie (4,45 %). Au second tour, les électeurs ont voté à 51,24 % pour Jacques Chirac contre 48,76 % pour François Mitterrand avec un taux de participation de 86,37 % des inscrits.
|                | PS                    | François Mitterrand | 37 791  | 29,98 %    | 63 534  | 48,76 %    |  |  |
|                | SE                    | Raymond Barre       | 27 016  | 21,43 %    |         |            |  |  |
|                | RPR                   | Jacques Chirac      | 26 470  | 21 %       | 66 776  | 51,24 %    |  |  |
|                | FN                    | Jean-Marie Le Pen   | 17 751  | 14,08 %    |         |            |  |  |
|                | PC                    | André Lajoinie      | 5 608   | 4,45 %     |         |            |  |  |
|                | Les Verts             | Antoine Waechter    | 5 034   | 3,99 %     |         |            |  |  |
|                | Communiste rénovateur | Pierre Juquin       | 2 912   | 2,31 %     |         |            |  |  |
|                | LO                    | Arlette Laguiller   | 2 891   | 2,29 %     |         |            |  |  |
|                | MPT                   | Pierre Boussel      | 600     | 0,48 %     |         |            |  |  |
|                |                       |                     |         |            |         |            |  |  |
|                |                       |                     | Nombre  | % inscrits | Nombre  | % inscrits |  |  |
| Inscrits       | Inscrits              | Inscrits            | 156 620 |            | 156 669 |            |  |  |
| Abstentions    | Abstentions           | Abstentions         | 27 527  | 17,58 %    | 21 360  | 13,63 %    |  |  |
| Votants        | Votants               | Votants             | 129 093 | 82,42 %    | 135 309 | 86,37 %    |  |  |
|                |                       |                     |         |            |         |            |  |  |
|                |                       |                     |         | % votants  |         | % votants  |  |  |
| Blancs ou nuls | Blancs ou nuls        | Blancs ou nuls      | 3 020   | 2,34 %     | 4 999   | 3,69 %     |  |  |
| Exprimés       | Exprimés              | Exprimés            | 126 073 | 97,66 %    | 130 310 | 96,31 %    |  |  |

### 1981
Lors de l'élection présidentielle de 1981, Giscard d'Estaing arrive en tête au premier tour et affronte, comme la fois précédente, Mitterrand. Pour la première fois, un président sortant est battu : Mitterrand devient le premier président de gauche de la Ve République.
Dans la Haute-Loire, Valéry Giscard d'Estaing arrive en tête du premier tour avec 36,9 % des exprimés, suivi de François Mitterrand (25,16 %), Jacques Chirac (18,06 %), Georges Marchais (8,69 %) et Brice Lalonde (3,65 %). Au second tour, les électeurs ont voté à 59,7 % pour Valéry Giscard d'Estaing contre 43,97 % pour François Mitterrand avec un taux de participation de 87,62 % des inscrits.
|                | UDF            | Valéry Giscard d'Estaing | 45 012  | 36,9 %     | 73 062  | 56,03 %    |  |  |
|                | PS             | François Mitterrand      | 30 686  | 25,16 %    | 57 335  | 43,97 %    |  |  |
|                | RPR            | Jacques Chirac           | 22 028  | 18,06 %    |         |            |  |  |
|                | PC             | Georges Marchais         | 10 595  | 8,69 %     |         |            |  |  |
|                | MEP            | Brice Lalonde            | 4 453   | 3,65 %     |         |            |  |  |
|                | LO             | Arlette Laguiller        | 2 931   | 2,4 %      |         |            |  |  |
|                | MRG            | Michel Crépeau           | 1 704   | 1,4 %      |         |            |  |  |
|                | Divers droite  | Michel Debré             | 1 652   | 1,35 %     |         |            |  |  |
|                | PSU            | Huguette Bouchardeau     | 1 463   | 1,2 %      |         |            |  |  |
|                | Divers droite  | Marie-France Garaud      | 1 455   | 1,19 %     |         |            |  |  |
|                |                |                          |         |            |         |            |  |  |
|                |                |                          | Nombre  | % inscrits | Nombre  | % inscrits |  |  |
| Inscrits       | Inscrits       | Inscrits                 | 152 741 |            | 152 683 |            |  |  |
| Abstentions    | Abstentions    | Abstentions              | 28 822  | 18,87 %    | 18 901  | 12,38 %    |  |  |
| Votants        | Votants        | Votants                  | 123 919 | 81,13 %    | 133 782 | 87,62 %    |  |  |
|                |                |                          |         |            |         |            |  |  |
|                |                |                          |         | % votants  |         | % votants  |  |  |
| Blancs ou nuls | Blancs ou nuls | Blancs ou nuls           | 1 940   | 1,57 %     | 3 385   | 2,53 %     |  |  |
| Exprimés       | Exprimés       | Exprimés                 | 121 979 | 98,43 %    | 130 397 | 97,47 %    |  |  |

### 1974
L'élection présidentielle de 1974 est une élection anticipée à la suite de la mort de Pompidou. Mitterrand, candidat unique de la gauche, est largement en tête au premier tour devant Giscard d'Estaing, qui distance lui-même Chaban-Delmas. Au terme d'une campagne animée, marquée par un débat télévisé tendu, Giscard d'Estaing l'emporte avec une très courte avance.
Dans la Haute-Loire, Valéry Giscard d'Estaing arrive en tête du premier tour avec 43,71 % des exprimés, suivi de François Mitterrand (34,49 %), Jacques Chaban-Delmas (12,29 %), Jean Royer (3,78 %) et Arlette Laguiller (3,1 %). Au second tour, les électeurs ont voté à 59,7 % pour Valéry Giscard d'Estaing contre 40,3 % pour François Mitterrand avec un taux de participation de 87,94 % des inscrits.
|                | RI             | Valéry Giscard d'Estaing | 49 531  | 43,71 %    | 71 657  | 59,7 %     |  |  |
|                | PS             | François Mitterrand      | 39 090  | 34,49 %    | 48 380  | 40,3 %     |  |  |
|                | UDR            | Jacques Chaban-Delmas    | 13 930  | 12,29 %    |         |            |  |  |
|                | SE             | Jean Royer               | 4 288   | 3,78 %     |         |            |  |  |
|                | LO             | Arlette Laguiller        | 3 511   | 3,1 %      |         |            |  |  |
|                | SE, écologiste | René Dumont              | 871     | 0,77 %     |         |            |  |  |
|                | FN             | Jean-Marie Le Pen        | 848     | 0,75 %     |         |            |  |  |
|                | MDSF           | Émile Muller             | 483     | 0,43 %     |         |            |  |  |
|                | FCR            | Alain Krivine            | 316     | 0,28 %     |         |            |  |  |
|                | NAR            | Bertrand Renouvin        | 238     | 0,21 %     |         |            |  |  |
|                | MFE            | Jean-Claude Sebag        | 146     | 0,13 %     |         |            |  |  |
|                |                |                          |         |            |         |            |  |  |
|                |                |                          | Nombre  | % inscrits | Nombre  | % inscrits |  |  |
| Inscrits       | Inscrits       | Inscrits                 | 138 277 |            | 138 182 |            |  |  |
| Abstentions    | Abstentions    | Abstentions              | 24 004  | 17,36 %    | 16 671  | 12,06 %    |  |  |
| Votants        | Votants        | Votants                  | 114 273 | 82,64 %    | 121 511 | 87,94 %    |  |  |
|                |                |                          |         |            |         |            |  |  |
|                |                |                          |         | % votants  |         | % votants  |  |  |
| Blancs ou nuls | Blancs ou nuls | Blancs ou nuls           | 948     | 0,83 %     | 1 474   | 1,21 %     |  |  |
| Exprimés       | Exprimés       | Exprimés                 | 113 325 | 99,17 %    | 120 037 | 98,79 %    |  |  |

### 1969
L'élection présidentielle de 1969 est une élection anticipée à la suite de la démission de De Gaulle. La gauche se lance désunie dans la course et, bien que Duclos (PCF) manque de le devancer, c'est le président par intérim Poher qui accède au second tour face à l'ex-Premier ministre Pompidou. Alors que Duclos refuse d'appeler à voter au second tour pour « bonnet blanc ou blanc bonnet », Pompidou est finalement largement élu.
Dans la Haute-Loire, Georges Pompidou arrive en tête du premier tour avec 52,8 % des exprimés, suivi de Alain Poher (24,46 %), Jacques Duclos (12,5 %), Gaston Defferre (4,91 %) et Michel Rocard (3,1 %). Au second tour, les électeurs ont voté à 63,08 % pour Georges Pompidou contre 36,92 % pour Alain Poher avec un taux de participation de 75,1 % des inscrits.
|                | UDR            | Georges Pompidou | 54 025  | 52,8 %     | 62 022  | 63,08 %    |  |  |
|                | CD             | Alain Poher      | 25 028  | 24,46 %    | 36 299  | 36,92 %    |  |  |
|                | PC             | Jacques Duclos   | 12 789  | 12,5 %     |         |            |  |  |
|                | SFIO           | Gaston Defferre  | 5 026   | 4,91 %     |         |            |  |  |
|                | PSU            | Michel Rocard    | 3 171   | 3,1 %      |         |            |  |  |
|                | SE             | Louis Ducatel    | 1 413   | 1,38 %     |         |            |  |  |
|                | LC             | Alain Krivine    | 863     | 0,84 %     |         |            |  |  |
|                |                |                  |         |            |         |            |  |  |
|                |                |                  | Nombre  | % inscrits | Nombre  | % inscrits |  |  |
| Inscrits       | Inscrits       | Inscrits         | 137 977 |            | 137 894 |            |  |  |
| Abstentions    | Abstentions    | Abstentions      | 34 298  | 24,86 %    | 34 329  | 24,9 %     |  |  |
| Votants        | Votants        | Votants          | 103 679 | 75,14 %    | 103 565 | 75,1 %     |  |  |
|                |                |                  |         |            |         |            |  |  |
|                |                |                  |         | % votants  |         | % votants  |  |  |
| Blancs ou nuls | Blancs ou nuls | Blancs ou nuls   | 1 364   | 1,32 %     | 5 244   | 5,06 %     |  |  |
| Exprimés       | Exprimés       | Exprimés         | 102 315 | 98,68 %    | 98 321  | 94,94 %    |  |  |

### 1965
L'élection présidentielle de 1965 est la première élection au suffrage universel direct à la suite du référendum d'octobre 1962. De Gaulle est mis en ballottage, à la surprise générale, par Mitterrand, candidat unique de la gauche. La campagne du second tour est axée sur l'Europe et les relations internationales ainsi que sur l'armement nucléaire. De Gaulle est finalement réélu avec une large avance.
Dans la Haute-Loire, Charles de Gaulle arrive en tête du premier tour avec 40,34 % des exprimés, suivi de Jean Lecanuet (26,46 %), François Mitterrand (22,69 %), Jean-Louis Tixier-Vignancour (7,35 %) et Pierre Marcilhacy (1,73 %). Au second tour, les électeurs ont voté à 60,44 % pour Charles de Gaulle contre 39,56 % pour François Mitterrand avec un taux de participation de 81,43 % des inscrits.
|                | UNR            | Charles de Gaulle            | 45 533  | 40,34 %    | 65 462  | 60,44 %    |  |  |
|                | MRP            | Jean Lecanuet                | 29 870  | 26,46 %    |         |            |  |  |
|                | CIR            | François Mitterrand          | 25 614  | 22,69 %    | 42 856  | 39,56 %    |  |  |
|                | SE             | Jean-Louis Tixier-Vignancour | 8 292   | 7,35 %     |         |            |  |  |
|                | PLE            | Pierre Marcilhacy            | 1 958   | 1,73 %     |         |            |  |  |
|                | SE             | Marcel Barbu                 | 1 600   | 1,42 %     |         |            |  |  |
|                |                |                              |         |            |         |            |  |  |
|                |                |                              | Nombre  | % inscrits | Nombre  | % inscrits |  |  |
| Inscrits       | Inscrits       | Inscrits                     | 138 799 |            | 138 645 |            |  |  |
| Abstentions    | Abstentions    | Abstentions                  | 24 839  | 17,9 %     | 25 750  | 18,57 %    |  |  |
| Votants        | Votants        | Votants                      | 113 960 | 82,1 %     | 112 895 | 81,43 %    |  |  |
|                |                |                              |         |            |         |            |  |  |
|                |                |                              |         | % votants  |         | % votants  |  |  |
| Blancs ou nuls | Blancs ou nuls | Blancs ou nuls               | 1 093   | 0,96 %     | 4 577   | 4,05 %     |  |  |
| Exprimés       | Exprimés       | Exprimés                     | 112 867 | 99,04 %    | 108 318 | 95,95 %    |  |  |